# Domaine Forget
 (mars 2025).

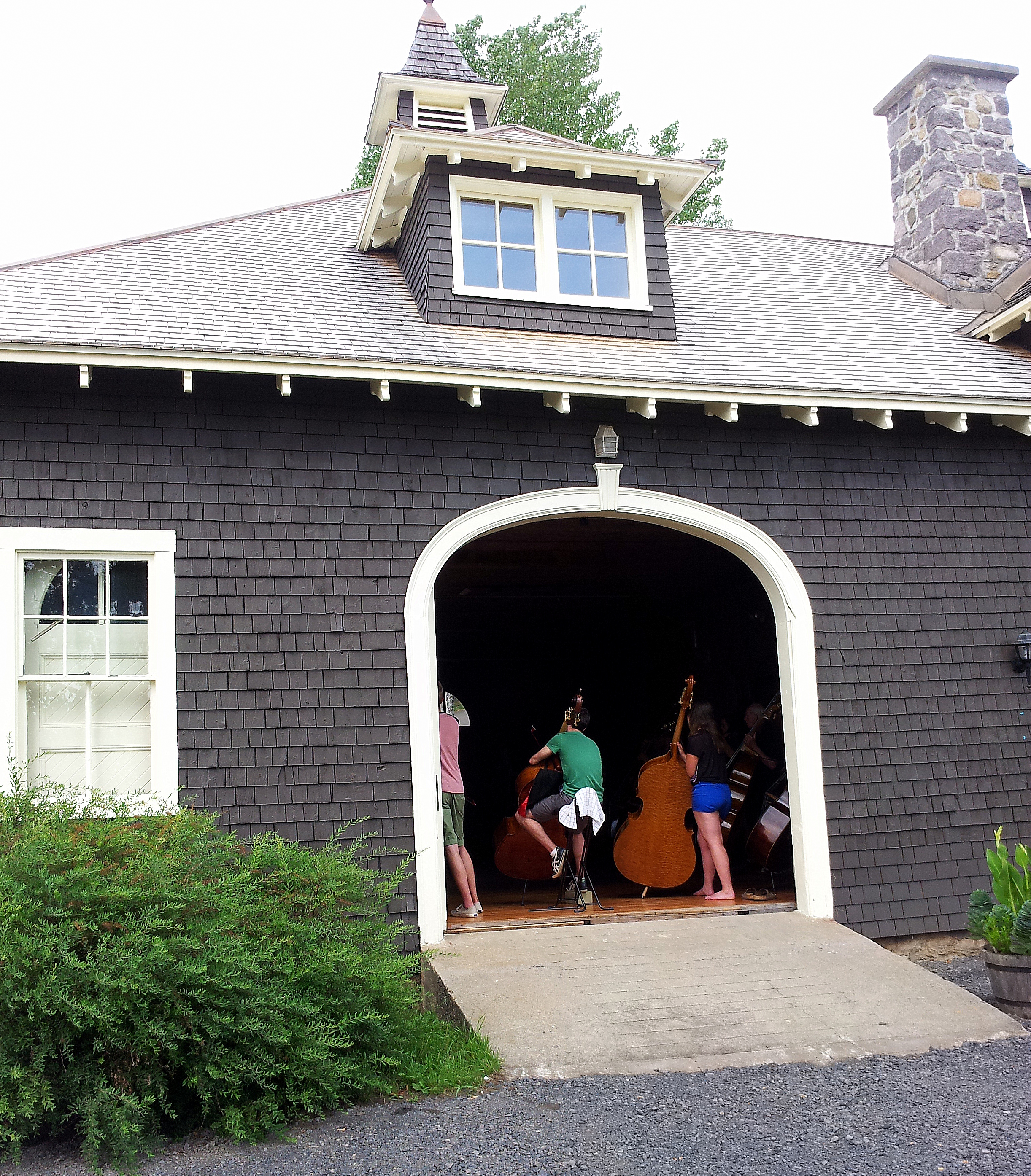
Classe de contrebasse à l'Écurie.

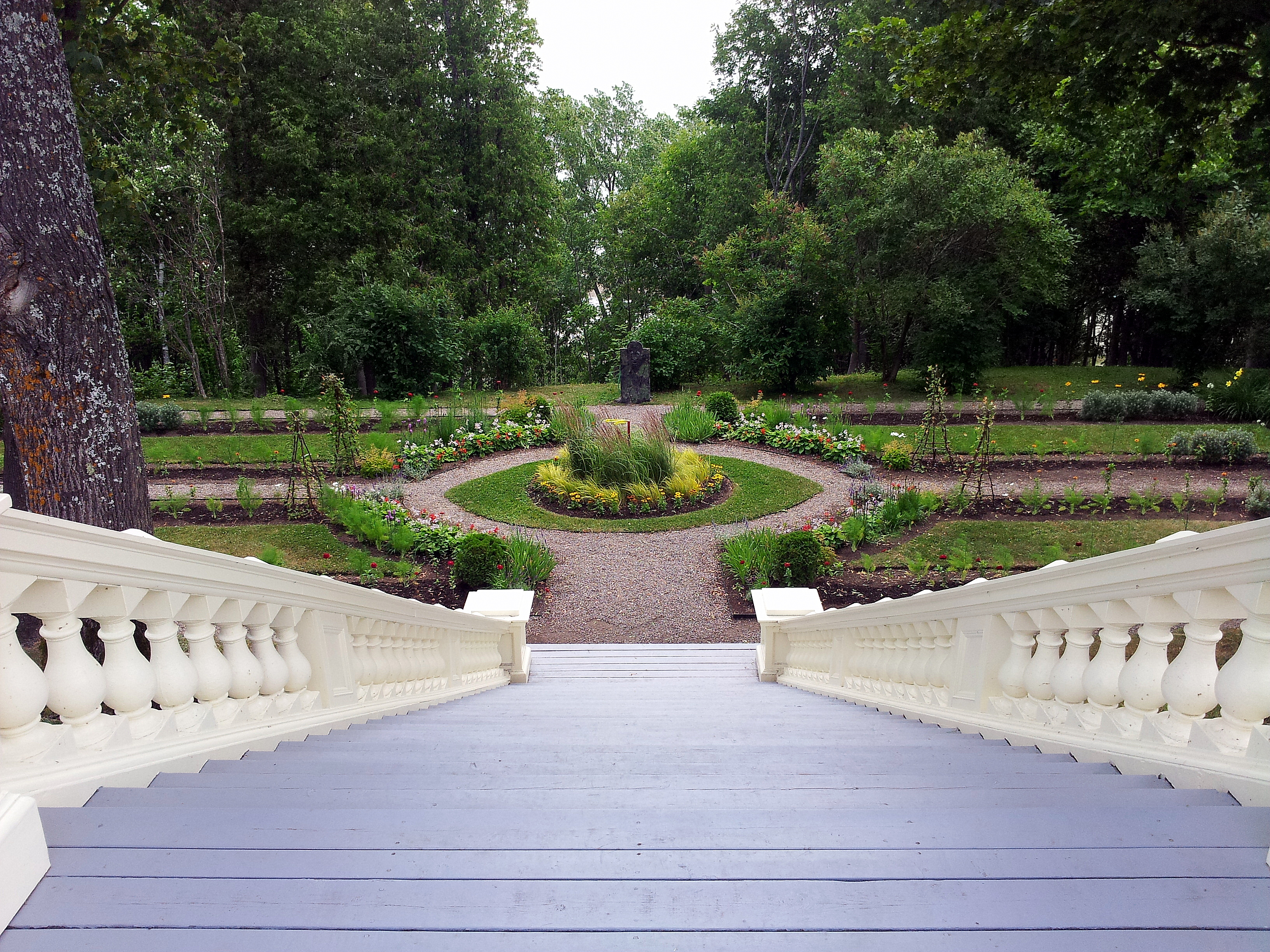
Le Jardin français.

Le Domaine Forget est un organisme à but non lucratif occupant un vaste ensemble de terrains et de bâtiments situés à Saint-Irénée, à proximité de La Malbaie dans la région de Charlevoix, dans la province de Québec, au Canada. Il est le foyer d'un Festival International de musique et d'une Académie internationale de musique et de danse pour jeunes et futurs professionnels. Depuis l'ouverture de la salle de concert en 1996, il est aussi l'hôte d'une programmation variétés.
Lieu de rencontres des grandes traditions musicales de tous les endroits du monde, il accueille chaque année plus de 400 artistes à ses différentes activités. Son Festival International présente chaque été plus de soixante-dix événements dont plus d'une trentaine de concerts axés principalement autour de la musique classique, mais touchant également au jazz et à la danse, une douzaine de brunches-musique et une vingtaine d'activités de sensibilisation gratuites. L'Académie internationale, au cœur des activités du Domaine Forget, accueille à chaque année quelque 120 pédagogues et près de 500 étudiants à ses sessions de perfectionnement. Touchant différentes familles d'instruments ou disciplines, ces sessions regroupent: Cuivres, Composition, Piano, Bois, Musique de chambre, Chant et Accompagnement vocal, Guitare, Danse, Cordes, Direction d'orchestre, Ensemble à cordes et Chorale, La programmation variétés est consacrée à la musique populaire, la chanson, l'humour, le théâtre, le cinéma et bien davantage.

## Histoire
Ce qui s'appelle aujourd'hui le Domaine Forget est l'ensemble de trois propriétés estivales de notables canadiens : Joseph Lavergne — un juge, Adolphe-Basile Routhier — le compositeur des paroles de la version originale en français du Ô Canada, et Rodolphe Forget — un député, investisseur et entrepreneur de la région de Charlevoix. Les trois domaines sont aujourd'hui disparus en raison de fortunes diverses, : 
- La Villa Haute-Rive, construit en 1894 pour Adolphe-Basile Routhier, sera démolie en 1962.
- La Villa des Sablons, construite à Saint-Irénée en 1902 par Lavergne, séduit par le paysage après avoir rendu visite à son ami Routhier, deviendra par la suite l'auberge des Sablons avant de disparaitre par le feu en 2003.
- La Villa Gil'Mont, le plus impressionnant des trois manoirs, compte pas moins de 16 chambres ainsi que de nombreux bâtiments annexes. Le domaine est acheté par une congrégation religieuse en 1945 et devient successivement un orphelinat pour filles, une école ménagère et une annexe de l’hôpital Sainte-Anne de Baie-Saint-Paul. Un incendie détruit le manoir en 1965, puis en 2005 l'ancien pavillon de jeu devenu cafétéria, mais laisse les autres annexes intactes, qui sont encore utilisés par le Domaine Forget.

En 1977, sous l'initiative de Françoys Bernier, d'Anne-Marie Asselin (directrice générale pendant les 10 premières années) et d'un groupe de personnalités de la région, le site devint ce qui est actuellement le Domaine Forget, une corporation sans but lucratif mise à la disposition des arts d'interprétation, principalement de la musique et de la danse,.
Le Domaine Forget reçoit en 2000 le titre de Centre culturel de rencontre, qui est décerné pour la toute première fois en dehors de l'Europe.
Le toponyme « Domaine-Forget » a été officialisé le 25 octobre 2001 à la Commission de toponymie du Québec.

## Invités au Festival international
- Orchestre symphonique de Québec
- Oliver Jones
- Pinchas Zukerman
- François Rabbath
- Paul Ellison
- Canadian National Youth Orchestra
- John Pizzarelli
- Martin Beaver
- Matt Haimovitz
- la Schola des petits-chanteurs de Valère Sion (Suisse)[7]

## Professeurs de l'Académie internationale de musique et de danse

### Basson
- Daniele Damiano

### Violoncelle
- Matt Haimovitz
- Hans Jorgen Jensen
- Philippe Muller

### Clarinette
- Larry Combs (en)
- Jean-François Normand
- Jonathan Cohler (en)
- J. Lawrie Bloom
- Robert Spring (en)

### Contrebasse
- François Rabbath
- Paul Ellison

### Flûte
- Emmanuel Pahud
- Jeffrey Khaner

### Cor
- James Sommerville

### Guitare
- Fábio Zanon

### Hautbois
- Hans-Jörg Schellenberger
- Elaine Douvas

### Trombone
- Peter Sullivan

### Trompette
- Jens Lindemann
- James Watson

### Tuba
- Roger Bobo

### Alto
- François Paradis
- Atar Arad
- James Dunham

### Violon
- Régis Pasquier
- Darren Lowe

## Source
- (en) Cet article est partiellement ou en totalité issu de l’article de Wikipédia en anglais intitulé « Domaine Forget » (voir la liste des auteurs).

1. ↑  « Domaine Forget is home to a prestigious International Music Festival (French: Article Domaine Forget abrite un prestigieux Festival International de Musique) », sur themontrealeronline.com, The Montrealer (consulté le 25 janvier 2017)(en)
2. 1 2 3  Commission de toponymie du Québec - Domaine-Forget - Consulté le 12 mars 2020.
3. ↑  Patri-Arch, « Étude de caractérisation de sept territoires d’intérêt de la MRC de Charlevoix-Est »
4. ↑  Elisabeth Naud, « La villa de Rodolphe Forget Gil’Mont à Saint-Irénée-les-Bains »
5. ↑  Stéphanie Bergeron et Ginette Gauthier, « Le Domaine Forget Pour l'amour de la musique », Continuité, vol. 91,‎ 2001, p. 44–46 (lire en ligne)
6. ↑  Christian-Encyclopédie du patrimoine culturel de l'Amérique Française Harvey, « Domaine Forget dans Charlevoix », sur www.ameriquefrancaise.org (consulté le 6 mars 2024)
7. ↑  Gregory, Charles, 1943-, Edison diamond disc record labels & discography, Charles Gregory, 2003 (ISBN 0-9745432-0-9 et 978-0-9745432-0-8, OCLC 54830855)